# 方晓松
方晓松（1977年3月15日—2016年8月26日）河南漯河人，保钓运动人士。

## 生平
方晓松出生于河南漯河一个农民家庭。幼年随全家迁到河南许昌。他的父亲后来是许昌八中的体育老师。方晓松初中毕业之后，便进入许昌市的上市企业——许继集团工作。1999年，因工作需要，他被公司调至许继电器深圳分公司，任职至2004年离职。此后，他到香港一家公司短暂从事立體停車場工作。不久，他返回深圳，开始在福田区商报路附近经营一家红酒贸易公司。
在许继电器深圳分公司任职期间，方晓松在网上得知有一志愿团体在提倡保护中国领土钓鱼岛。此后，他经常登录此虚拟团体，同该团体内的团员们讨论保护钓鱼岛行动。后来，这些人士参与成立了“世界华人保钓联盟”，方晓松在联盟内任网络宣传和线下活动的联络工作。2004年，他注册为奥一网用户，后来曾任奥一网中原大地版主，直到2006年最后访问该网站。他还参加世界华人保钓联盟在福建厦门、广东惠州开展的船上适应训练活动前后达10年之久。
2012年，他乘啟豐二號登上釣魚島，后被日本方面逮捕并遣送回国。
2016年8月26日，因多發性骨髓瘤併發多器官衰竭逝世，終年39歲。